# غار اینهورن‌هوله

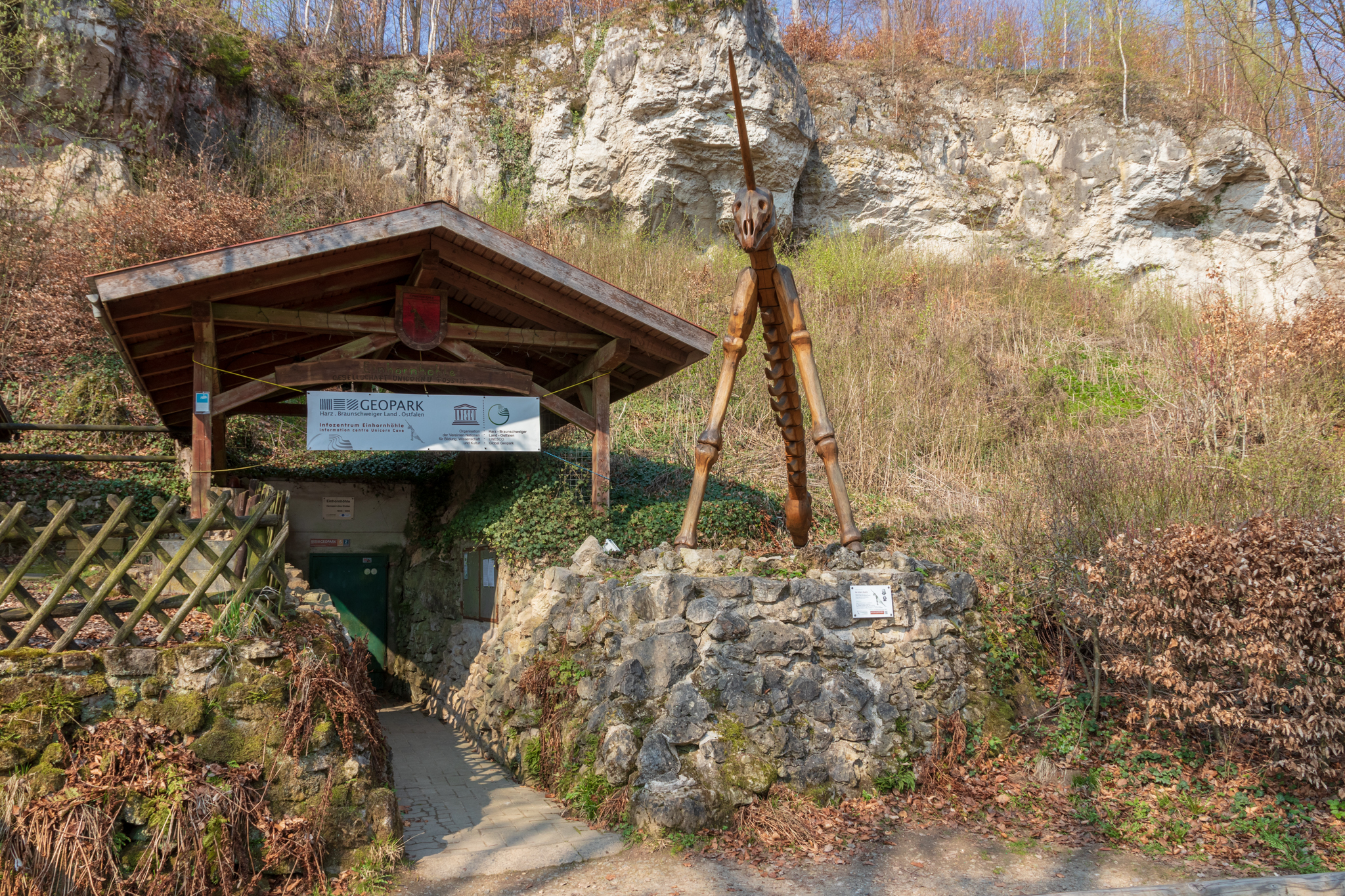
ورودی عمومی غار

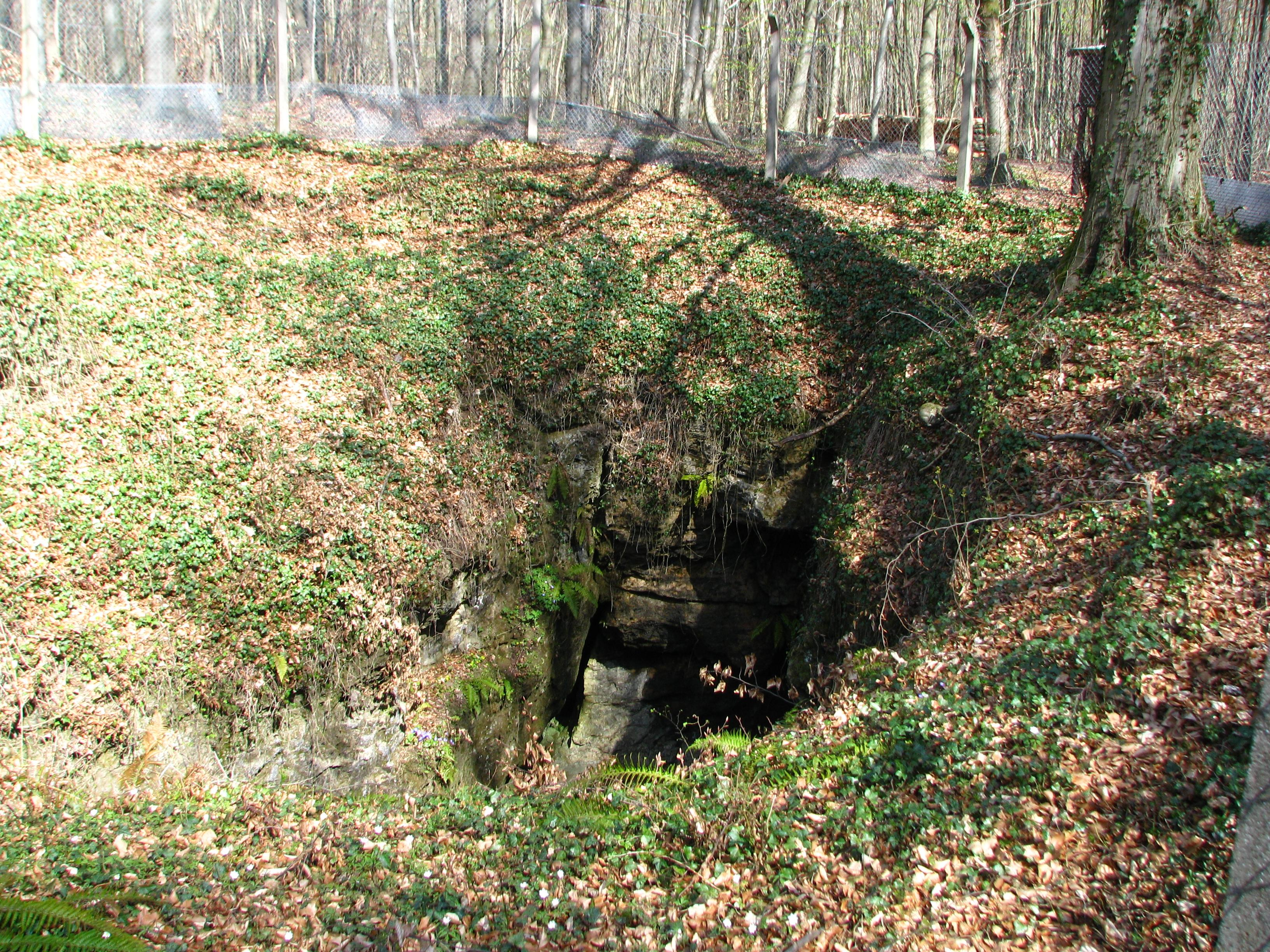
ورودی طبیعی

غار اینهورن‌هوله (انگلیسی: Unicorn Cave)، بزرگ‌ترین غار نمایشی در غرب هارتس، در حدود ۱٫۵ کیلومتر (۰٫۹ مایل) شمال غربی شارزفلد در بخش هرتسبرگ آم هارتس در مرکز آلمان است. این یک غار کارست است که در لایه‌های دولومیت دولومیت (سنگ) توسعه یافته است که بخشی از زخشتاین است.